# Toyota Auris
Toyota Auris ([ˈa‿uɹɪs], от лат. aurum - "золото") — автомобиль малого класса, выпускаемый компанией «Toyota» с 2006 по 2020 год на платформе автомобиля Toyota Corolla.
Автомобиль ориентирован прежде всего на европейских потребителей, однако производится как в Европе, на заводах компании Toyota в Англии, так и в Японии. В европейской и японской версиях используются разные типы двигателей.

## Первое поколение
Автомобиль был представлен широкой публике на Парижском автосалоне в октябре 2006 года. Тогда же началось серийное производство Auris для внутреннего рынка Японии на заводах Такаока (Тоёта) и KAW (Канегасаки). С 2007 года для остальных стран Auris собирался на заводах в Англии и Турции. 
Auris стал заменой хетчбэку Toyota Corolla (E120)
Большинство выпущенных Toyota Auris имели тип кузова пятидверный хетчбэк. Однако, в 2007 году начались продажи трёхдверной версии Auris, которая от пятидверной отличалась только количеством дверей (габариты были сохранены).

### Комплектации
В базовой версии имелось 4 подушки безопасности, ABS, кондиционер, электропривод стекол и зеркал, радио с МР3-плеером. В самых богатых – на 9 подушек безопасности, климат-контроль, ESP и ксеноновые фары.
Япония
В Японии предлагались модификации с моторами 1.5 (110 л.с.) и 1.8 (127–147 л.с.), которые комплектовались 5 и 6-ступенчатыми механическими коробками передач или вариаторами. Характерной особенностью японских Auris являлась версия с полным приводом.

### Безопасность
Автомобиль прошел тест Euro NCAP в 2006 году:
| Euro NCAP                                             | Euro NCAP | Euro NCAP | Euro NCAP |
| ----------------------------------------------------- | --------- | --------- | --------- |
| Рейтинги                                              | Пассажир  |           | 35        |
| Рейтинги                                              | Ребёнок   |           | 37        |
| Рейтинги                                              | Пешеход   |           | 21        |
| Протестированная модель: Toyota Auris 1,6; LHD (2006) |           |           |           |

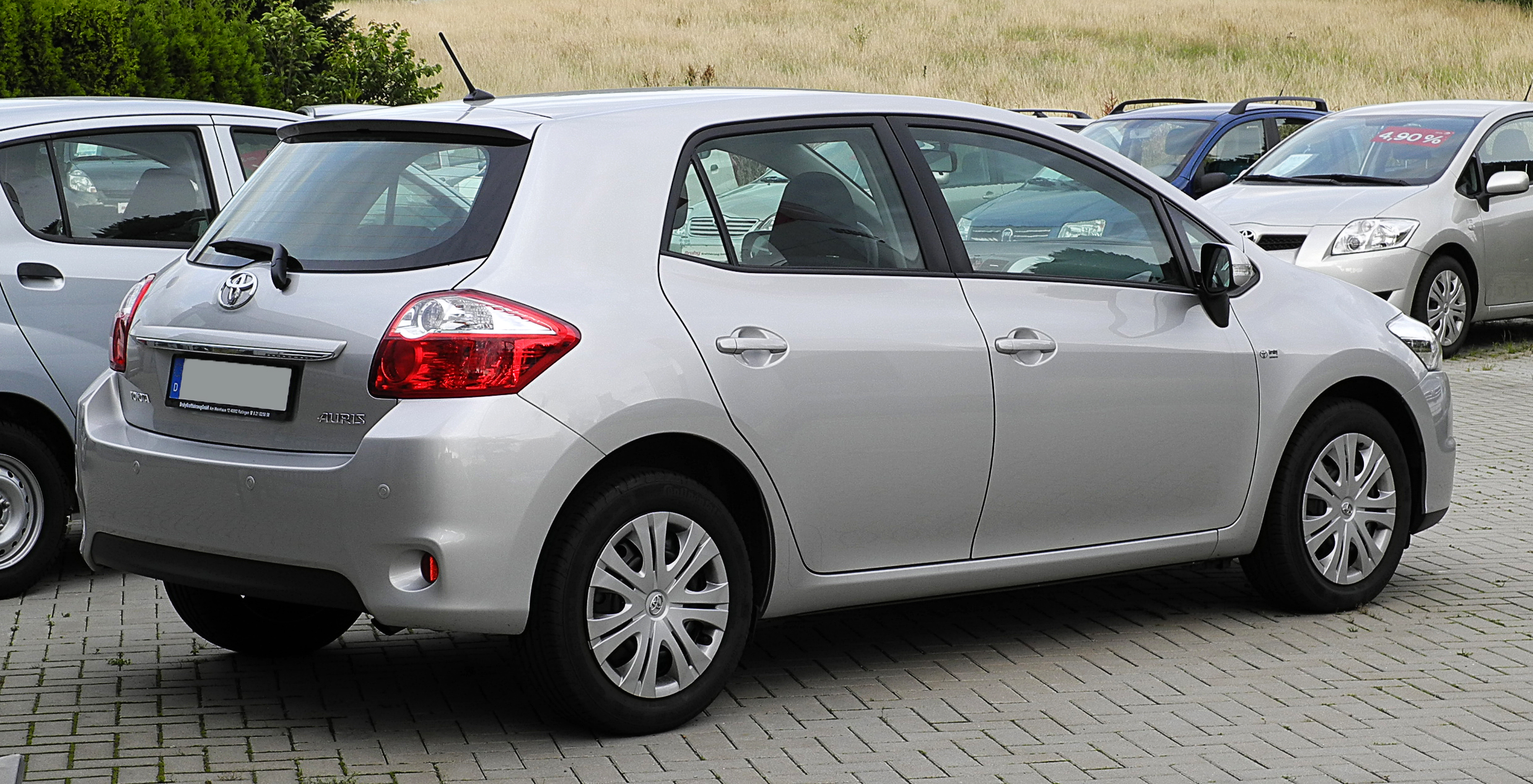
Вид сзади (5-дв версия)
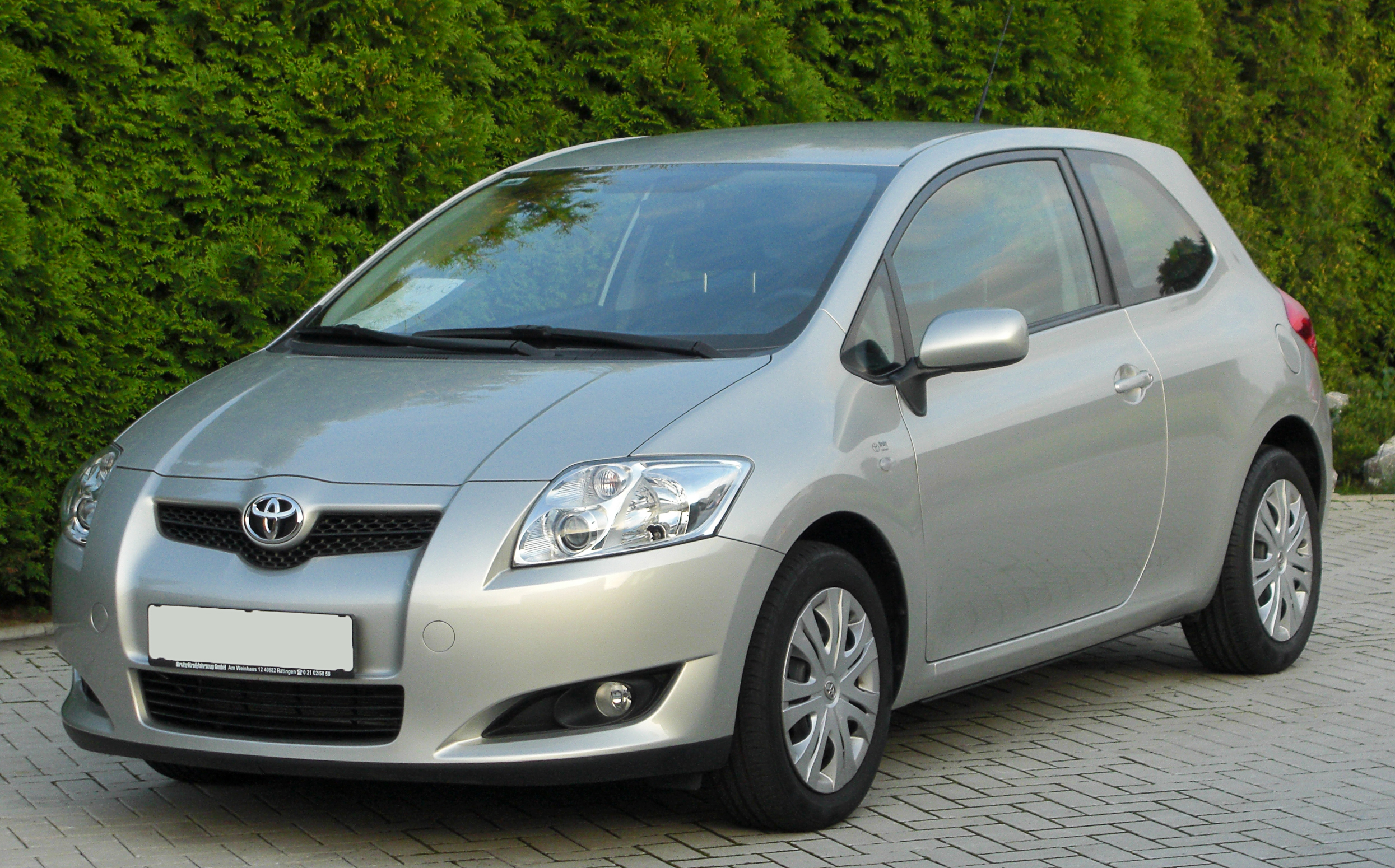
2006-2010 Toyota Auris (3-дв версия)
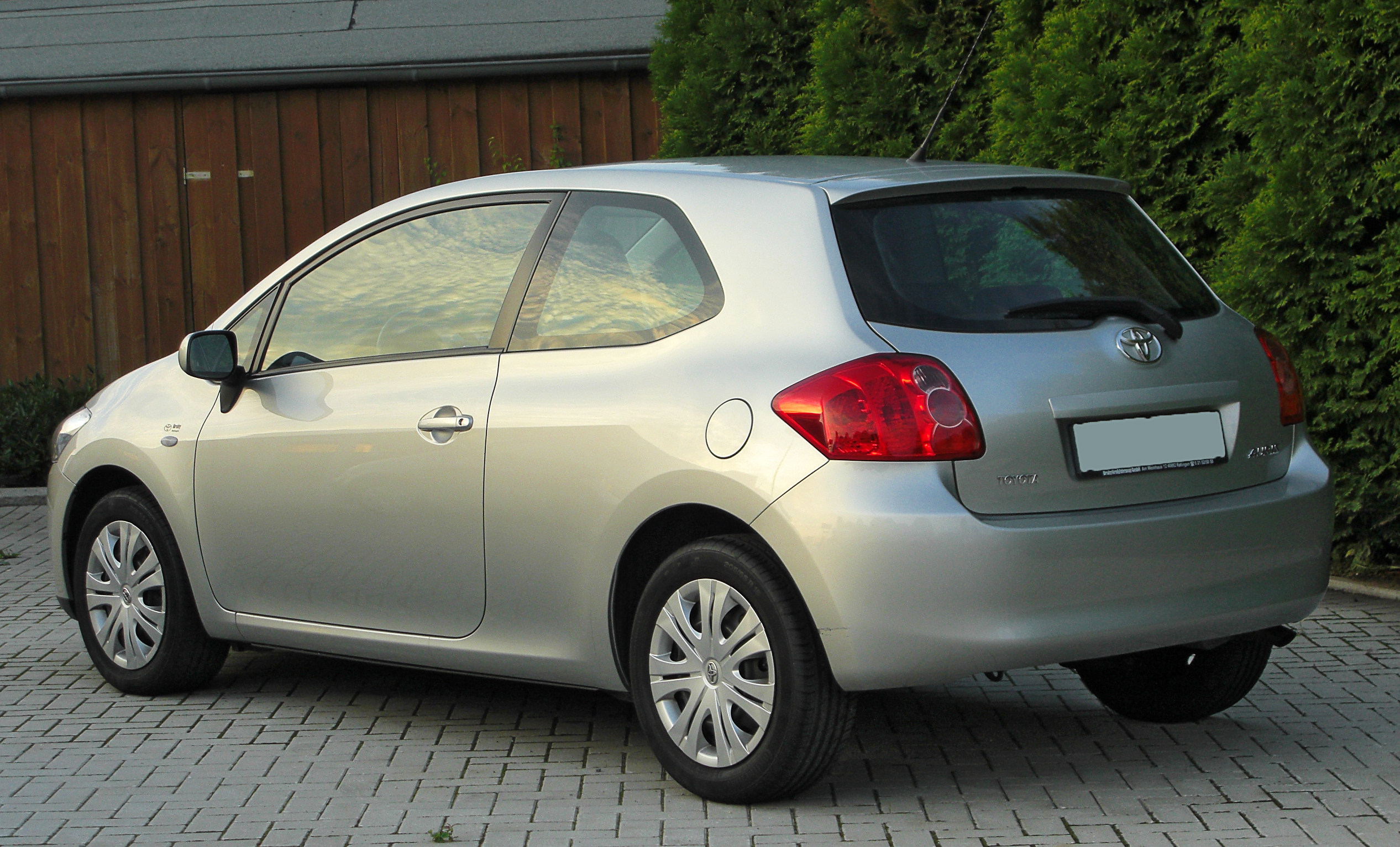
2006-2010 Toyota Auris вид сзади (3-дв версия)
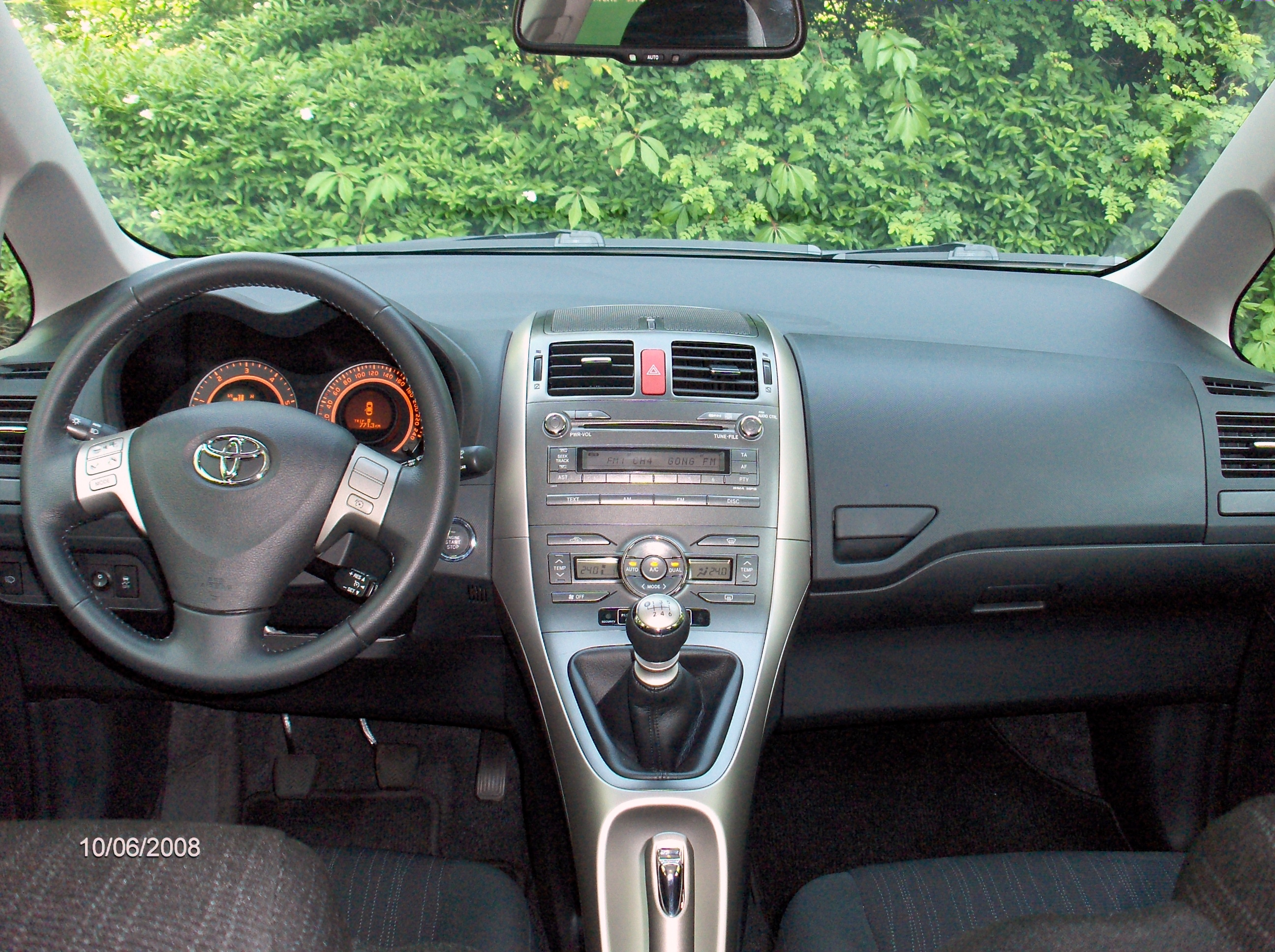
Интерьер

## Второе поколение
Первая информация о втором поколении появилась в сети в начале сентября 2012 года. Впервые автомобиль был представлен в том же году на Парижском автосалоне. Продажи в Японии начались в октябре 2012 года, в Австралии и Новой Зеландии — в октябре, в Европе продажи начались в 2013 году.
В 2015 году был проведён рестайлинг модели. В США автомобиль начал продаваться в 2015 году как Scion iM, но после закрытия марки Scion стал продаваться под именем Toyota Corolla iM. Время разгона до 100 км/ч 1,3-литровой версии составляет 12,6 секунд, 1,6-литровая модификация с «механикой» – 10 с, а с «автоматом» – 11 с. 

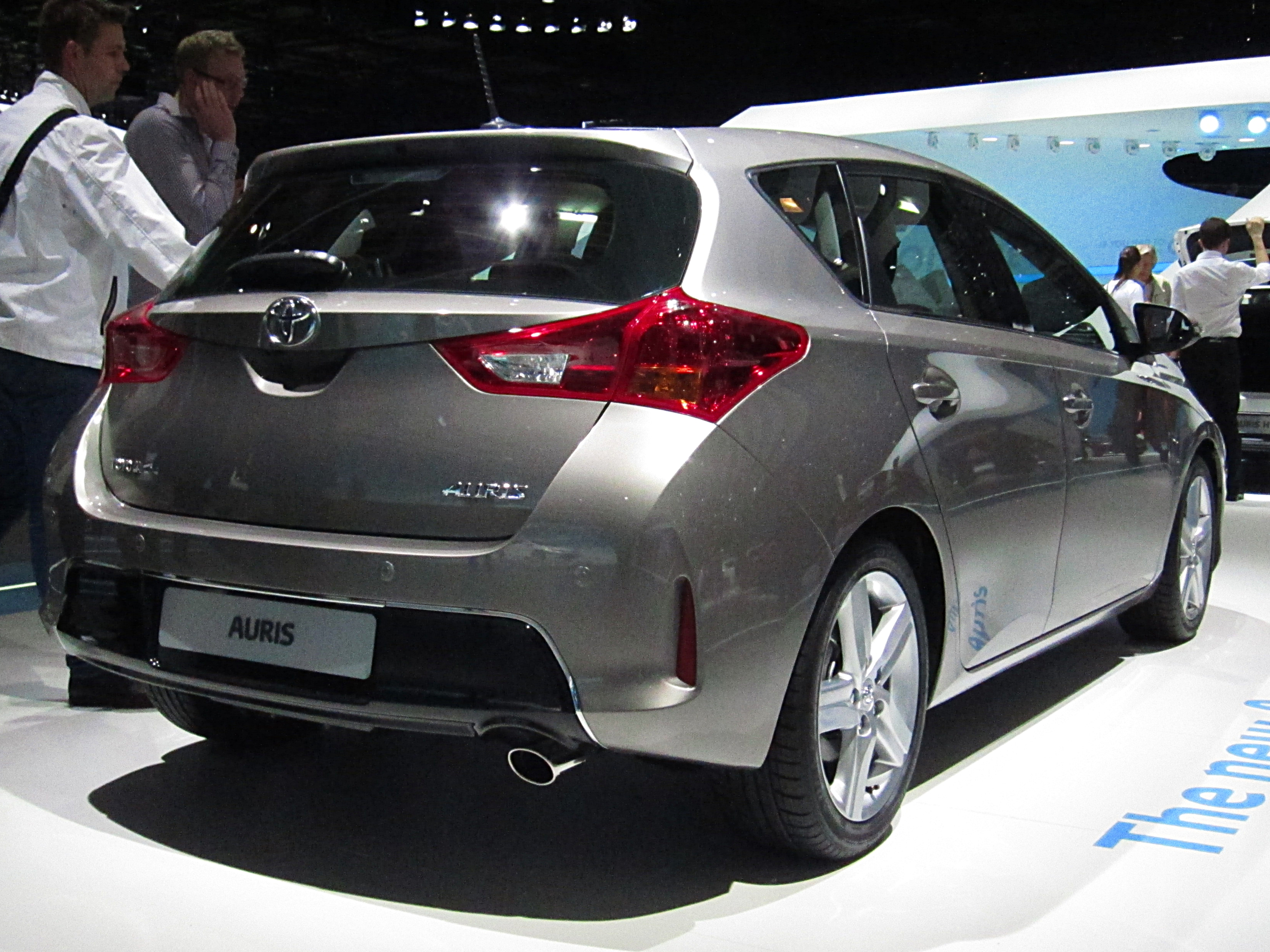
Вид сзади (5-дв версия)
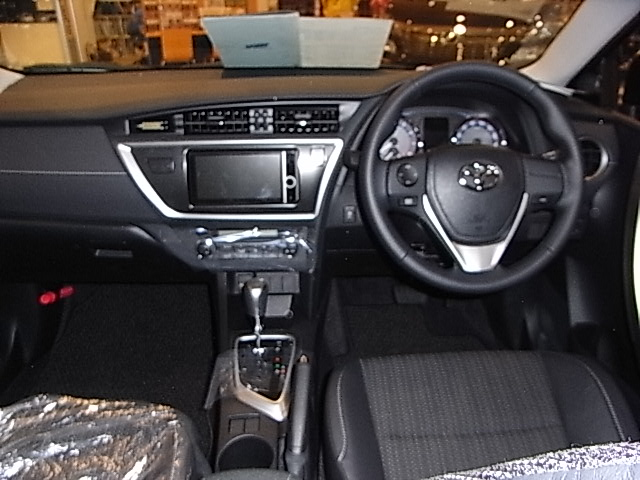
Интерьер
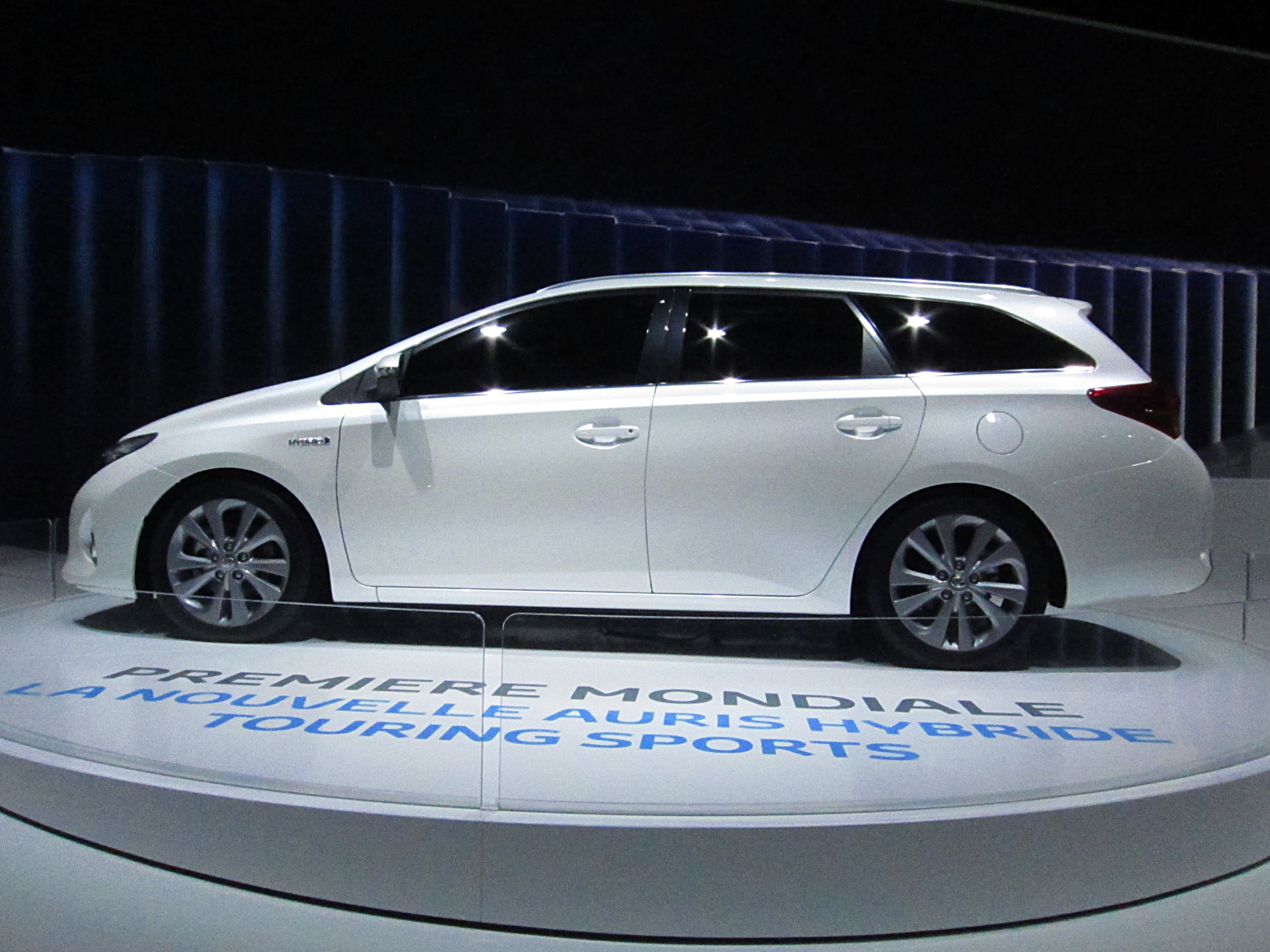
Универсал

### Безопасность
Автомобиль прошел тест Euro NCAP в 2013 году:
| Euro NCAP                                                       | Euro NCAP | Euro NCAP | Euro NCAP             |
| --------------------------------------------------------------- | --------- | --------- | --------------------- |
| · общий рейтинг                                                 |           |           |                       |
| 92%                                                             | 84%       | 68%       | 66%                   |
| взрослый пассажир                                               | ребёнок   | пешеход   | активная безопасность |
| Протестированная модель: Toyota Auris 1,6 mid grade, RHD (2013) |           |           |                       |